# دانشگاه سنت‌کونتین
دانشگاه سنت‌کونتین Versailles Saint-Quentin-en-Yvelines University (UVSQ) یک دانشگاه عمومی فرانسوی است که در سال ۱۹۹۱ تأسیس شد.